# Alburnus volviticus
Alburnus volviticus – gatunek słodkowodnej ryby z rodziny karpiowatych (Cyprinidae). IUCN uznaje go za gatunek zagrożony wyginięciem (EN) od 2008. Trend populacji malejący. Do rangi gatunku jako Alburnus volviticus został wyniesiony w 2007 przez Freyhofa i Kottelata, zastępując Chalcalburnus chalcoides macedonicus. Znany jest tylko z obszaru zlewni jeziora Wolwi w Grecji, od którego pochodzi epitet gatunkowy. Do 1995 obecny był także w jeziorze Koronia. Później nienotowany, prawdopodobnie zanikł w wyniku wysychania zbiornika.

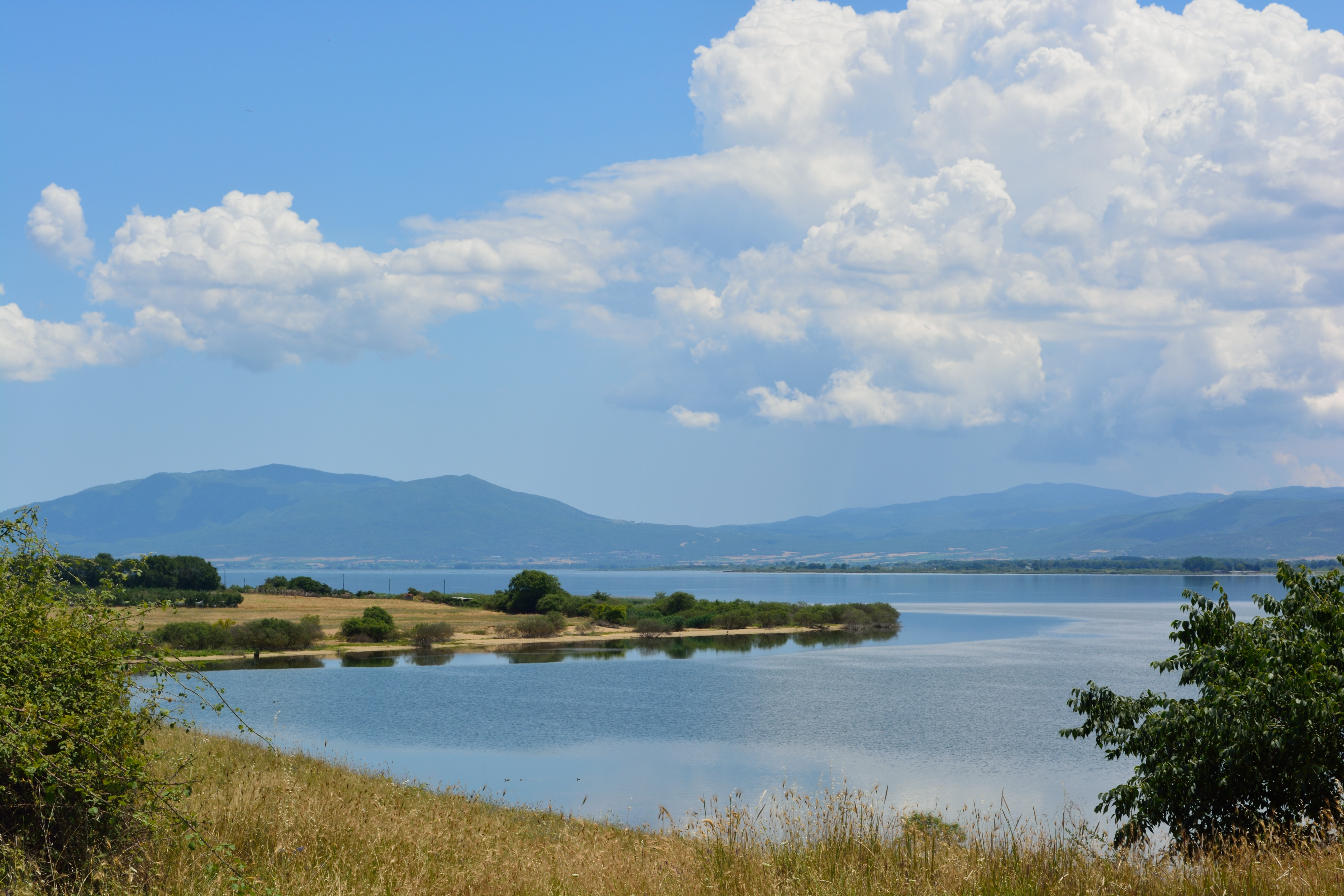
Jezioro Wolwi – jedyne na świecie miejsce występowania gatunku

Jest rybą bentopelagiczną. Osiąga maksymalnie 30 cm długości. Ciało ma srebrzyste, z wyjątkiem brązowego grzbietu, płetwy przeźroczyste. Linia boczna pełna, z 56–66 łuskami na ciele i 4 na podstawie płetwy ogonowej. Podstawa płetwy grzbietowej oddzielona od linii bocznej 9 rzędami łusek, podstawa płetwy brzusznej 3 rzędami. Płetwa grzbietowa z 8½ promieniami miękkimi, piersiowa z 16–17, brzuszna z 9–10. Płetwa ogonowa rozpostarta na 14–16½ promieniach. Ma 18 łusek wokół najwęższego miejsca trzonu ogonowego. Ma 25–31 wyrostków filtracyjnych.
Najbliższym geograficznie przedstawicielem rodzaju Alburnus dla Alburnus volviticus jest Alburnus vistonicus, gatunek również endemiczny, krytycznie zagrożony, podawany tylko z jeziora Wistonida. Różnią się jednak liczbą wyrostków filtracyjnych, która u Alburnus volviticus jest większa, i ułożeniem płetwy odbytowej w stosunku do podstawy płetwy grzbietowej.
Największym zagrożeniem dla gatunku jest wysychanie strumieni, do których udaje się na tarło. Szacuje się, że są to jeden lub dwa cieki, a cały obszar tarliskowy zajmuje nie więcej niż 10 km².